# Schreibkalender

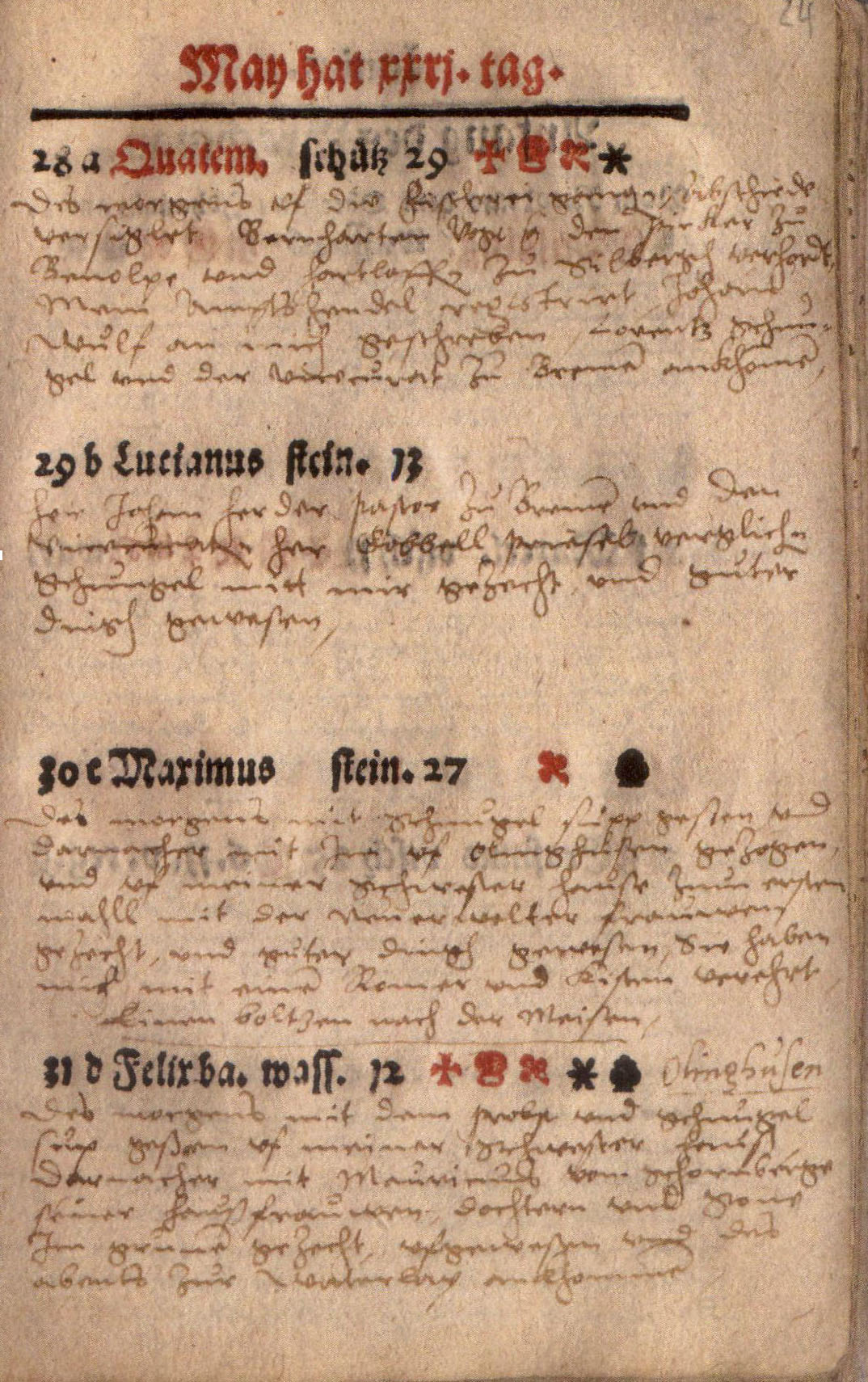
Einträge im Schreibkalender des Kaspar von Fürstenberg (1572)

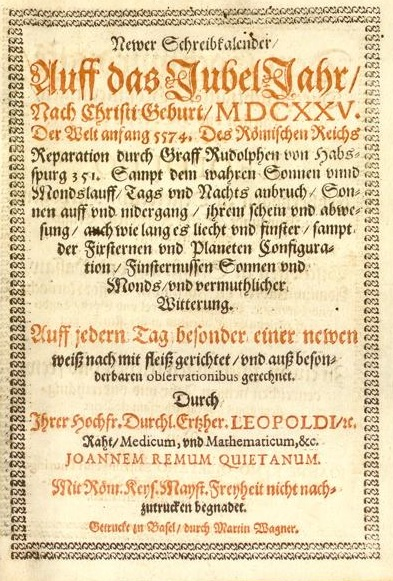
Newer Schreibkalender [...], Basel (1625)

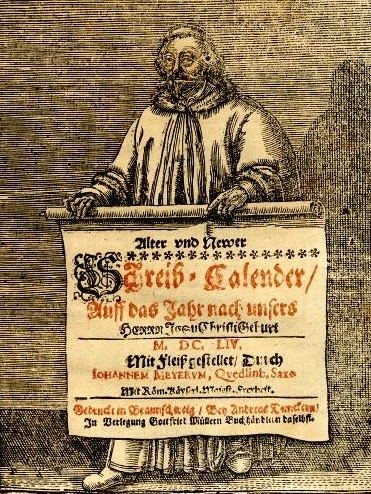
Alter und Newer Schreib-Calender, Braunschweig (1655)

Als Schreibkalender werden seit der Frühen Neuzeit im deutschen Sprachraum Kalender in Buchform bezeichnet, die nebst einem Kalendarium astronomische Angaben und astrologische Ratschläge (Praktik bzw. Brattig), Witterungsprognosen und Bauernregeln, politische Ereignisse, Ratschläge zum Baden, Schröpfen und Aderlassen sowie zu Fruchtbarkeit und Krankheit enthalten. Der Kalender ist mit leeren Seiten für handschriftliche Notizen durchschossen.

## Geschichte
Als früheste überlieferte Schreibkalender gelten der 1499 erschienene Almanach nova plurimis annis [...] des Johannes Stöffler und der in Salzburg für das Jahr 1541 gedruckte Almanach nicht allein den Gelehrten / sonder auch den Kauffleuten nützlich [...]. Der Begriff Schreibkalender als Titel ist seit 1594 belegt. Schreibkalender werden im Quartformat oder als Taschenkalender gedruckt und gelten neben Flugblättern als das erste gedruckte Massenmedium. Sie wurden durch die produzierende Druckerei, in Buchläden oder durch Hausierer vertrieben.  Schreibkalender galten als populärer Lesestoff und wurden von allen Bevölkerungsschichten genutzt. Auf der Basis des Kirchenjahrs enthalten Schreibkalender astronomische und astrologische Angaben, Witterungsprognosen und Bauernregeln, die als Praktik bezeichnet wurden. Kalendergeschichten, Berichte über Naturereignisse, politische Ereignisse, Ratschläge zum Baden, Schröpfen und Aderlassen sowie zu Fruchtbarkeit und Krankheit ergänzten den Kalenderteil. Neben der Funktion als Kalender hatten die Schreibkalender auch eine Schreib- und Erinnerungsfunktion. Schreibkalender kennzeichnen sich dadurch, dass sie neben dem Kalendarium mit dem Durchschuss an leeren Seiten Platz für eigene Notizen enthalten. Die Schreibkalender werden durch Einträge zu Selbstzeugnissen, die vereinzelt archiviert wurden. Diesem Umstand wurde in der Forschung bis vor wenigen Jahren wenig Aufmerksamkeit geschenkt.
Schreibkalender werden seit dem 19. Jahrhundert aufgrund ihrer breiten Leserschaft auch als Volkskalender bezeichnet.